# Sal Boas
Salomon Pinchas (Sal) Boas (Amsterdam, 19 april 1913 - aldaar, 6 juni 1990) was een Nederlandse advocaat en rechter van Joodse afkomst. Hij was bestuurslid van meerdere vooraanstaande Joodse organisaties in Nederland.

## Levensloop
Boas' vader doceerde Grieks en Latijn. Het gezin had vier kinderen. Zijn oudere zus is de bekende brievenschrijfster Henriëtte Boas. Na het gymnasium ging Boas rechten studeren. Hij kwam al op jonge leeftijd in aanraking met het zionisme en werd er door gegrepen. Zo was hij secretaris in het bestuur van de Joodse Jeugd Federatie en bestuurslid bij de Nederlandse Zionistenbond.
Een maand voor de Duitse inval in Nederland trouwde Boas met Seraphien Prins. Zij woonden in Amsterdam-Zuid, maar moesten in mei 1942 gedwongen verhuizen naar Amsterdam-Oost. In juli 1943 kreeg het gezin, intussen verrijkt met dochter Esther, de oproep zich te melden in Kamp Westerbork. Boas en zijn vrouw gingen zelf, maar brachten hun dochter onder op een onderduikadres. In dezelfde periode slaagde Boas' moeder erin op alle gezinsleden op de Barneveldlijst geplaatst te krijgen, op voorwaarde dat Boas' dochter Esther zich zou melden. Dat lukt en het gezin werd overgebracht naar Barneveld. Tien dagen later werd het kamp daar ontruimd en keerde de familie weer terug naar Barneveld. Op 4 september 1944 werd een groot deel van de "Barneveldse" Joden, waaronder het gezin-Boas, op transport gezet naar Theresienstadt. Naast Boas overleefde zijn vrouw en kind, moeder, broer en twee zussen de oorlog (zijn vader was eerder al overleden).
Na de Tweede Wereldoorlog maakte Boas zich hard voor het verkrijgen van schadevergoedingen van Duitsland. Hij was een van de oprichters van Joods Maatschappelijk Werk en vervulde bestuursfuncties binnen tal van Joodse organisaties, zoals de Nederlands-Israëlietische Hoofdsynagoge, het Nederlands Israëlietisch Seminarium en het Nederlands-Israëlitisch Kerkgenootschap. Daarnaast werd hij benoemd als plaatsvervangend kantonrechter en later tot rechter bij de rechtbank in Den Haag en tot raadsheer bij het gerechtshof Amsterdam.

## Persoonlijk
Samen met zijn vrouw kreeg Boas drie kinderen.